# 白石照山
白石 照山（しらいし しょうざん、文化12年8月10日（1815年9月12日） - 1883年10月3日）は、江戸時代後期の儒学者、漢学者。初名は牧太郎、通称は五郎右衛門、のちに常人。雅号は照山、または素山。名は牧。字は伯羊。

## 経歴
中津藩の下士で祐筆の久保田武右衛門（号は勇閑）の長男として生まれるが、白石団右衛門の養子となる。藩校・進脩館は上士の子弟でなければ入学できない風潮となっていたため、進脩館の教授野本白巌の私塾で学び、その優秀さから藩校に推薦された。同校では若くして督学に任命された。
1838年（天保9年）督学の職を辞して江戸に上り、はじめは古賀侗庵に師事し、翌年に昌平黌に入学する。その優秀さから、書生を牽引する役職である斎長詩文掛に任じられた。一方で、野田笛浦らに朱子学を学んだ後、亀井昭陽の直作に触れ、それ以降は亀井学派に傾倒する。1843年（天保14年）に帰藩し、北門通りに私塾・晩香堂を開設。広瀬淡窓や頼山陽といった同時代の儒学者を押しのけて独自の学風を確立する。1853年（嘉永6年）、中津藩が城の御固番を下士に命じたことに下士たちが反発、照山は反発の中心人物として抗議を行い、藩から追放される。
1854年（安政元年）豊後国臼杵藩に向かい、月桂寺の住職徹伝の紹介によって臼杵藩の儒者として厚遇され、藩校・学古館の学頭に登用される。1862年（文久2年）に藩主の稲葉観通が死去すると。厚遇されていた照山への反発が強まり、翌年に臼杵藩を辞す。その後は豊前四日市の郷校の教授を務め、1869年（明治2年）に中津藩への帰藩が許される。帰藩後の身分は儒官・教授であり、家格は上士格であった。学制発布後は晩香堂での教育に専念した。1883年（明治16年）、胃がんのため69歳で没した。晩年には『戦国策』の注釈本を自らの代表作にしようと計画していた。

## 特筆
- 門人には、福澤諭吉、朝吹英二、荘田平五郎、増田宋太郎といった初期の慶應義塾の中核を担う人物の他、のちに平田篤胤没後の門人となった神道学者で、国学と水戸学を融合させ、明治初年には新政府の神道政策を担当した渡辺鉄太郎（重石丸、号は鶯栖園隠士）などといった傑物を指導している。
- 福澤諭吉との交流は晩年まで続き、諭吉の適々斎塾（適塾）への遊学を金銭面で支援したり、福沢の思想形成の特徴である、佐藤一斎や朱子学、水戸学から一定の距離を置いて国家独立の思想を志向したことに対する大きな影響を与えている。これが佐久間象山と福澤諭吉の決定的な違いであるともいわれている。